# Clymenia (botanique)
Cet article concerne des agrumes de Papouasie. Pour le genre de mollusques céphalopodes éteint, voir Clymenia (zoologie).
Clymenia était un genre de Rutaceae tropicale qui n'a jamais été clairement démontré, monotypique avec l'unique espèce C. polyandra, il a été séparé de Citrus par Swingle (1939) et par Tanaka (1954) sur la base de la morphologie des vésicules pulpaires. De nos jours, il est inclus dans Citrus (ou dans Fortunella).

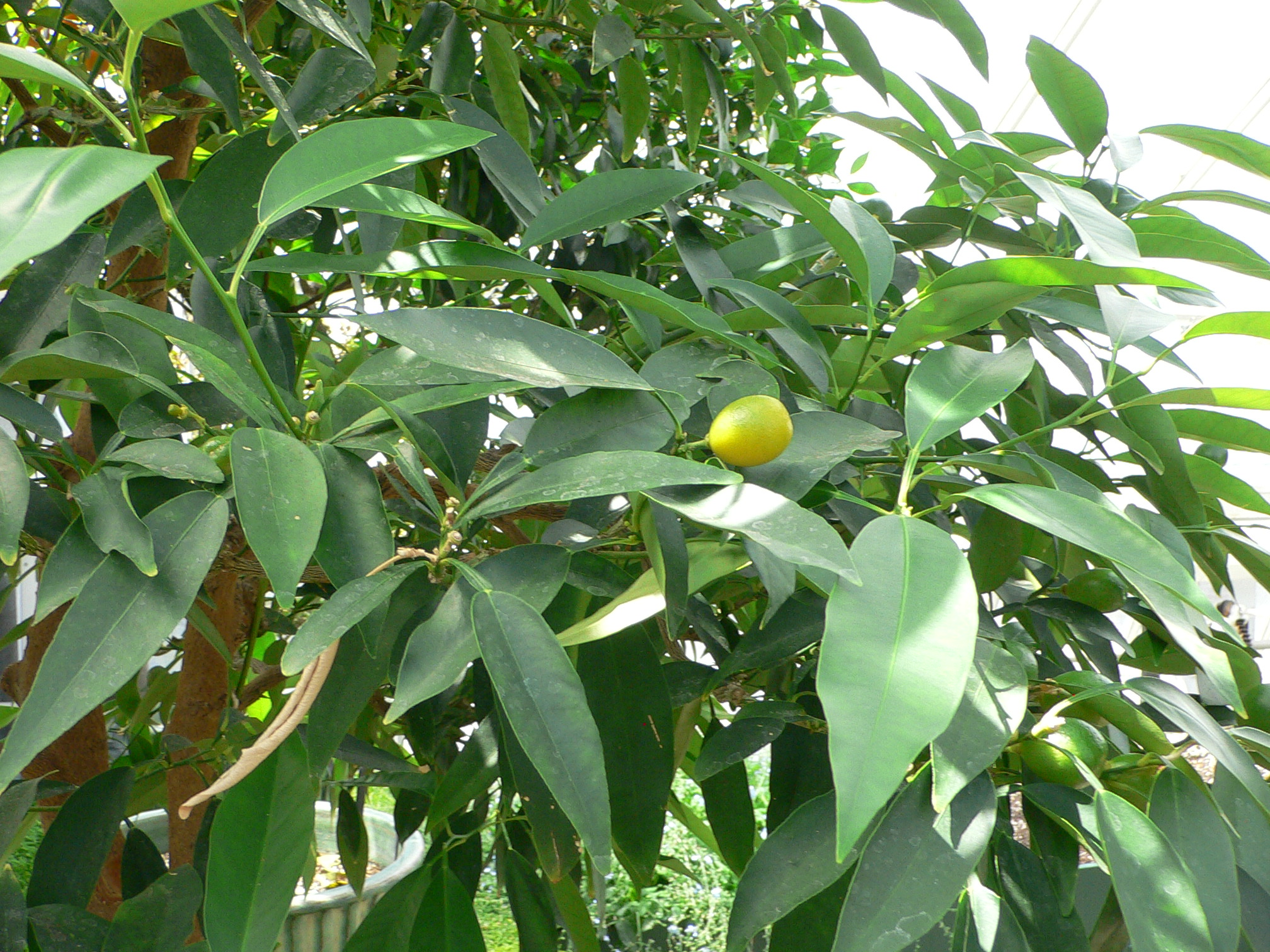
Fortunella polyandra

Il contenait 2 espèces originaires des îles Bismarck et les îles voisines (Nouvelle-Irlande, Nouvelle-Bretagne, îles de l'Amirauté, Papua Barat) d'où le nom de la Néréide Clymène, rares à l'état sauvage, occasionnellement cultivées pour le fruit:
- Clymenia polyandra (Tanaka) Swingle, synonyme de Citrus polyandra Tanaka.

en 1985, Stone a décrit une nouvelle espèce (problématique) originaire de Nouvelle-Bretagne et de l'ile Manus,
- Clymenia platypoda B.C.Stone singulière par la forme de sa feuille et l'a incluse dans le genre[5].

## Taxonomie
La taxonomie a été discutée. Berhow et al., en 2000 suggèrent un caractère hybride de kumquat Fortunella x Citrus sur bases biochimique et taxonomique. La thèse de Andrés García Lor (supervision de Luis Navarro) en 2013 Organización de la diversidad genética de los cítricos met fin au genre Clymenia, il s'appuie sur les analyses génétiques: «Clymenia polyandra ne peut pas être un hybride interspécifique ou intergénérique. En accord avec Bayer et al. (2009) et Morton (2009) qui ont placé Clymenia proche de Microcitrus et d'Eremocitrus [ ] Clymenia, Microcitrus et Eremocitrus, clade frère de celui formé par C. maxima et C. medica, confirmant leur probable relation étroite».
Par la suite le partage des Citreae en 2 clades composés pour l'un des espèces Clymenia, Eremocitrus, Microcitrus, Oxanthera et C. medica pour l'autre des espèces Fortunella et Poncirus est admis,. Clymenia fait partie du genre Citrus dans un clade avec les limes australiennes et néo-guinéennes.

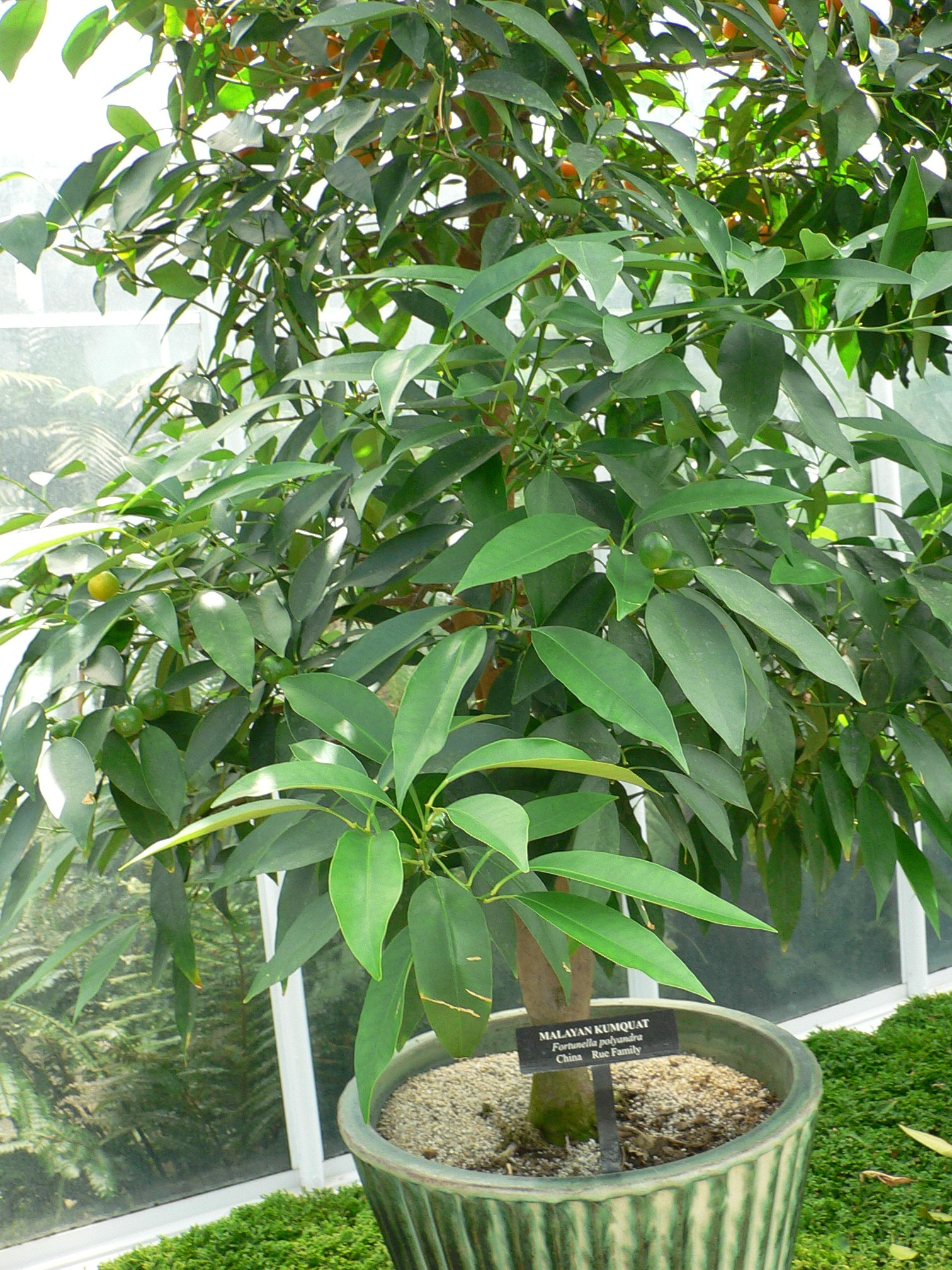
Longue feuille du F. polyandra, pétiole non ailé

## Les 2 espèces
Les petits fruits sont de saveur douce et citronnée, très segmentés, à pulpe jaune. Ils contiennent un grand nombre de graines polyembryonnées.
- L'espèce C. polyandra est souvent devenue Fortunella polyandra (Ridl.) Yu. Tanaka, synonyme Citrus polyandra (Ridl.) Burkill, Clymenia polyandra (Ridl.) Swingle (adopté par U.C. Riverside[12]), Fortunella polyandra (Ridl.) Tanaka[13] (Tanaka l'apparente au groupe des papeda[14] et le tenait pour hybride de C. macroptera et de C. medica). T. K. Lim titre son article Citrus japonica ‘Polyandra’, et donne comme synonymes: Atalantia polyandra Ridley, Citrus swinglei Burkill ex Harms, Fortunella swinglei Tanaka[15].

Localement le fruit est nommé a-mulis par les habitants de Namatanai en Nouvelle Irlande, d'où son nom chinois de 北愛爾蘭橘 (Běià i'ěrlán jú) mandarine irlandaise. Kumquat malais est usuel, en espagnol kumquat malayo, en anglais malayan kumquat, en chinois 马来亚金柑 (Mǎláiyà jīngān), en japonais マラ イキンカン (Marai kinkan). Le fruit dont on mange la peau est utilisé en cuisine est-asiatique, il serait cultivé en Malaisie.
La plante a été hybridée avec succès. Elle est inerme, aux feuilles elliptiques, acuminées aux deux extrémités, pétiole très court sans ailes. Les fleurs apparaissent à l'aisselle des feuilles, les étamines très nombreuses (50 à 100). Le fruit de 7 × 5 cm est mamelonné; la pulpe est sucrée.
- Clymenia platypoda B.C.Stone 1985[23] diffère de la précédente par la forme de la feuille (elle a été considérée comme un hybride de C. polyandra)[24]. Dans sa description (1985) Benjamin C. Stone parle d'un arbre de 20 m de haut, découvert en Papua Barat (Papouasie de l'ouest) qui est une province d'Indonésie à statut spécial, à l'époque Irian Jaya Barat, il hésite à le classer Citrus[11].

L'information disponible sur cette espèce est très limitée.

## Risque de confusion
L'abréviation C. polyandra peut désigner également la malvacée Clappertonia polyandra.
Lemon papua décrit par Gallesio (1811) et J. Burman  ou «Agrume verdâtre d'Amboine à fruit tuberculeux. Agrume verdastro, Limon ventricosus. Malaice lemon Purrut », Lemon Martin, s'apparente au combava (C. hystrix).